# اك اينيش ياخ اك اوك موء
اك اينيش ياخ اك اوك موء
بمعنى الشمس العظمى الأولى / الببغاء كويتزال الأخضر بلغة المايا، أو "مشمس العينين الببغاء كويتزال المتألق"، حكم بين 426 إلى حوالي 437) هو حسب نقوش المايا الحاكم والمؤسس وأول لأول نظام سياسي لـ حضارة المايا ما قبل كولومبوس والتي تركزت في كوبان، وهو أكبر موقع مايا يقع في منطقة السهول الجنوبية الشرقية المنخفضة فيما يعرف اليوم بـ هندوراس
أمضى سنواته التكوينية ليس بعيد عن كوبان، في تيكال، ولم يعش في تيوتيهواكان.
قبره في وسط الموقع العالي لـ كوبان، ودفن مع اليشم وحلي الاصداف، بما في ذلك غطاء الرأس جاحظ العينين. صورته تحتل المركز الأول على نحت مذبح Q ، والتي تبين قائمة سلالة الملك.
تم العثور على صورته في مناصب مهمة في اثار أخرى للحكام متأخرين في وقت لاحق